# La Primavera: periòdic literari-festiu
La Primavera: periòdic literari-festiu va ser una publicació periòdica que va sortir a Reus l'any 1928.

## Història
L'interès d'aquesta publicació és clarament literari. Es definia com «un setmanari democràtic i popular sense ‘postin’ ni firmes de relumbrón». Totes les aportacions tenien un caràcter més aviat festiu, però segons l'historiador i estudiós de la premsa satírica reusenca Marc Ferran, eren de poca qualitat. Feien servir tant el català com el castellà «perquè hi puguin cuinar els literats d'ací i de fora, tots quants sentin batre son cor per l'ideal de les lletres, es trobin inspirats de quelcom lluminós i espeterrant».
Es signaven els articles amb inicials. El director era Lluís Busquets Borrell, que ja havia dirigit el setmanari satíric Gente Bien els anys 1921 i 1922. Sortia setmanalment en un format mida foli amb quatre pàgines. S'imprimia a la Impremta de les Circumstàncies i es venia a 15 cèntims. El número 2 es va imprimir en paper de color blau. A la Biblioteca Central Xavier Amorós de Reus es conserven els números de l'1 al 6. El Centre de Lectura de Reus ha rebut aquesta publicació a través del llegat de l'historiador Pere Anguera.